# Amblyomma sculptum
Amblyomma sculptum Berlese, 1888 é uma espécie de carrapato da família Ixodidae, também conhecida como carrapato estrela, que tem como hospedeiros preferidos os equídeos, mas pode também parasitar bovinos, outros animais domésticos e animais silvestres. A espécie integra um complexo específico que tem como espécie mais conhecida Amblyomma cajennense.